# Mögglingen
Mögglingen település Németországban, azon belül Baden-Württembergben. Lakosainak száma 4336 fő (2023. december 31.).

## Népesség
A település népessége az elmúlt években az alábbi módon változott:
| Lakosok száma | 2615 | 2818 | 2965 | 3248 | 3324 | 3609 | 3889 | 4189 | 4200 | 4336 |
|               | 1961 | 1967 | 1974 | 1980 | 1987 | 1993 | 2000 | 2006 | 2013 | 2023 |